# Naum Gabo

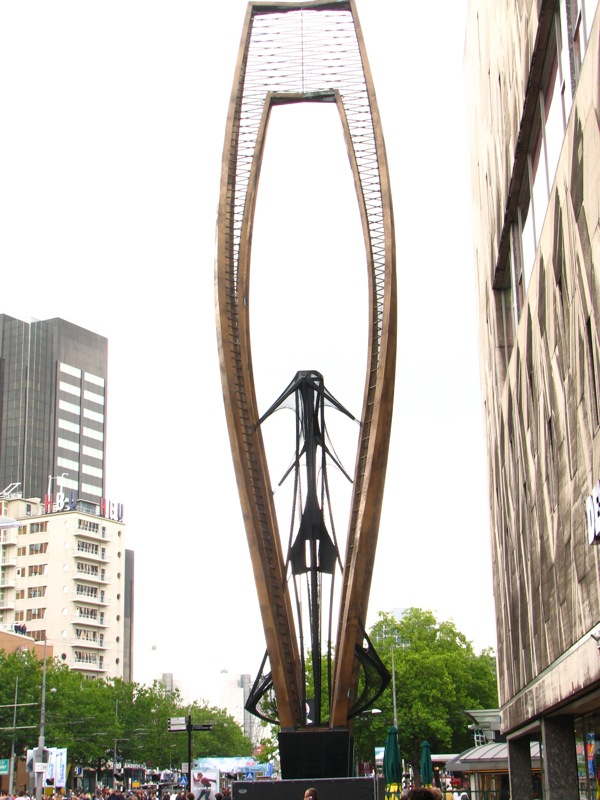
Kinetikus fémszobor, Rotterdam

Naum Gabo (született Naum Abramovics (Nyehamija Berkovics) Pevzner) (oroszul: Наум Абрамович (Нехамия Беркович) Певзнер) (Brjanszk, 1890. augusztus 5. – Waterbury, Connecticut, 1977. augusztus 23.) orosz – amerikai szobrász, festő, építész és tervező. A kinetikus művészet úttörője.

## Életpályája
Hatgyermekes orosz zsidó családban született, atyja gyárban dolgozott. Iskoláit Kurszkban végezte. Felsőfokú tanulmányokat Münchenben folytatott 1909-től, egy időben hallgatott több szakon, tanult orvostudományt, gyógyszerészetet, filozófiát, gépészetet, építészetet, művészettörténetet. A művészettörténet szakon Heinrich Wölfflin előadásait hallgatta. Eredetileg nem készült kifejezetten művészeti pályára, de vonzotta őt a müncheni művészeti akadémia hírneve.
1910-ben nagy hatással volt rá a kubisták kiállítása, s a Kandinszkijjel való találkozás. Tanulmányozta Kandinszkij A szellemiről a művészetben c. művészetelméleti kötetét. Gabo bátyja, Antoine Pevsner (1884-1962) már 15 éves korától művészeti pályájára készült, az 1920-as évektől konstruktivista, majd absztrakt festő és szobrászként működött. Hogy kettejük nevét ne lehessen összekeverni, az öccse, Naum Pevsner már 1915-ben Naum Gabóra változtatta a nevét, azóta is Naum Gabo néven ismert a képzőművészetben.
Naum Gabo folyamatosan tartotta a kapcsolatot Párizsban élő képzőművész bátyjával, 1913-ban és 1914-ben is meglátogatta őt, ahol megismerkedett Archipenkóval, a Section d’Or alkotásaival, Albert Gleizes (1881-1953) és Jean Metzinger (1883-1956) festők művészetfelfogásával. Gabo Münchenbe visszatérve megmintázta első szobrát, egy naturalista négerfejet.
Az első világháború kitörésekor Dániába, majd Oslóba menekült. Oszlóban csatlakozott hozzá művész bátyja, Antoine Pevsner. Két éven át együtt dolgoztak, összegezték addigi tapasztalataikat és együtt kialakították azt a művészetet, amelyet konstruktivizmusnak neveztek. Naum Gabo erőssége az anyagok és a forma tudományos megközelítése volt. Naum Gabo megtanulta a müncheni egyetemen a háromdimenziós konstrukciók alkalmazását matematikai képletek illusztrálására. Antoine Pevsner művészi érzékét adta az együttműködéshez. Így egyesült a művészi alkotókészség a tudományos módszerességgel.
1917-es októberi orosz forradalom után már nem üldözték Oroszországban a zsidókat, így kiforrott művészeti elképzeléseikkel visszatérhettek Moszkvába. Gabo Oslóban készített Mellkép és Női fej c. alkotásaival tért haza. Otthon nem volt könnyű elfogadtatni a jövő művészetére vonatkozó elgondolásaikat. Szemben találták magukat Malevics szuprematizmusával és Tatlin és csoportjának funkcionalista, termelési szempontjaival. Nem álltak távol egymástól ezek az irányzatok, csak végkifejletük prognózisát tekintve voltak művészetellenesek. Természetes, hogy Moszkvában napirenden volt a művészek egymás közti vitája, nagyon szemléletesen így írt erről Naum Gabo:
„...mindegyik valamivel hozzájárult a másik elképzeléseinek tisztázásához. Közben megállás nélkül dolgoztunk tovább az iskolák műhelyeiben és a különböző művészek műtermeiben mind elméleti síkon, mind gyakorlati kísérletekkel. Rendszeres nyílt vitákat rendeztünk az iskola előadótermében... és mindezt a háború és a polgárháború, a legsúlyosabb nélkülözések és politikai viszálykodások kellős közepén.
Leginkább Malevics absztrakt álláspontját és gyakorlatát becsülte Gabo és bátyja, de ők mégis egy dinamikusabb és a teret igénybe vevő művészeti hozzáállás mellett fáradoztak. Túl szűkre szabott volt számukra az alapformákra és a keveretlen tiszta színekre szorítkozó szuprematizmus. Tatlin produktivista termelési szempontjait, amely a művészetet végleg száműzte volna, elvetették. Gabo és Pevsner 1920. augusztus 5-én közreadtak egy kiáltványt, amelyben kifejtették, hogy minden társadalmi formációnak szüksége van a művészetre:
„A művészet mindenkor mint az emberi tapasztalat egyik nélkülözhetetlen kifejezője és mint a közlésnek egyik nagy fontosságú eszköze tovább fog élni. A kiáltvány másik fontos kijelentése pedig az a megállapítás, hogy tér és idő alkotják a konstruktív művészetek gerincét.”
1917 és 1922 közt a politika annyira elfoglalt volt Oroszországban, hogy egyáltalán nem befolyásolta a művészek vitáit és alkotói tevékenységét, 1922-től azonban plakátokkal, díszletekkel, stb. a politikai propaganda céljaira alkalmazta őket. Ebben a légkörben már nem érvényesülhettek a igazán a művészeti ambíciók, számos orosz művész Nyugat-Európába emigrált. Gabo 1922-ben utazott Berlinbe egy orosz művészeti kiállítás ellenőrzése céljából, Berlinben maradt, többé nem tért haza. Egy évvel később, 1923-ban bátyja is utána ment, Kandinszkij is még ugyanebben az évben hagyta el Oroszországot, Weimarban Gropiuszhoz csatlakozott. Az otthon maradt Malevics sorsa a szegénység és a feledés lett, Tatlin és csoportjának néhány tagja az ipari tervezésben dolgozott.
Gabo tíz évet élt és alkotott Berlinben (1922-1932), majd három évet Párizsban (1932-1935). Párizsban 1932-ben bátyjával megalapították az Abstraction-Création csoportot, amelynek számos követője akadt. E csoport minden tárgy ábrázolásától szigorúan elvonatkoztatott, azaz teljesen az absztrakt művészet fóruma lett. Kizárólag csak festők és szobrászok egyesültek benne, nem követték már a Bauhaus és a De Stijl eszményképét, a képzőművészetek szintézisének megvalósítását. Gabo 1935-ben Londonban telepedett le, itt szintén tíz évig maradt. 1946-ban kivándorolt az Amerikai Egyesült Államokba és megszerezte az amerikai állampolgárságot. Életének hátralevő két évtizedében itt élt és alkotott. Konstruktivista szoborkísérleteivel utat nyitott a levegő, a tér, az idő és a mozgás ábrázolásának, amely kinetikus művészet néven vonult be a képzőművészet történetébe, s számos tehetséges követője és továbbfejlesztője akadt.

## Életműve

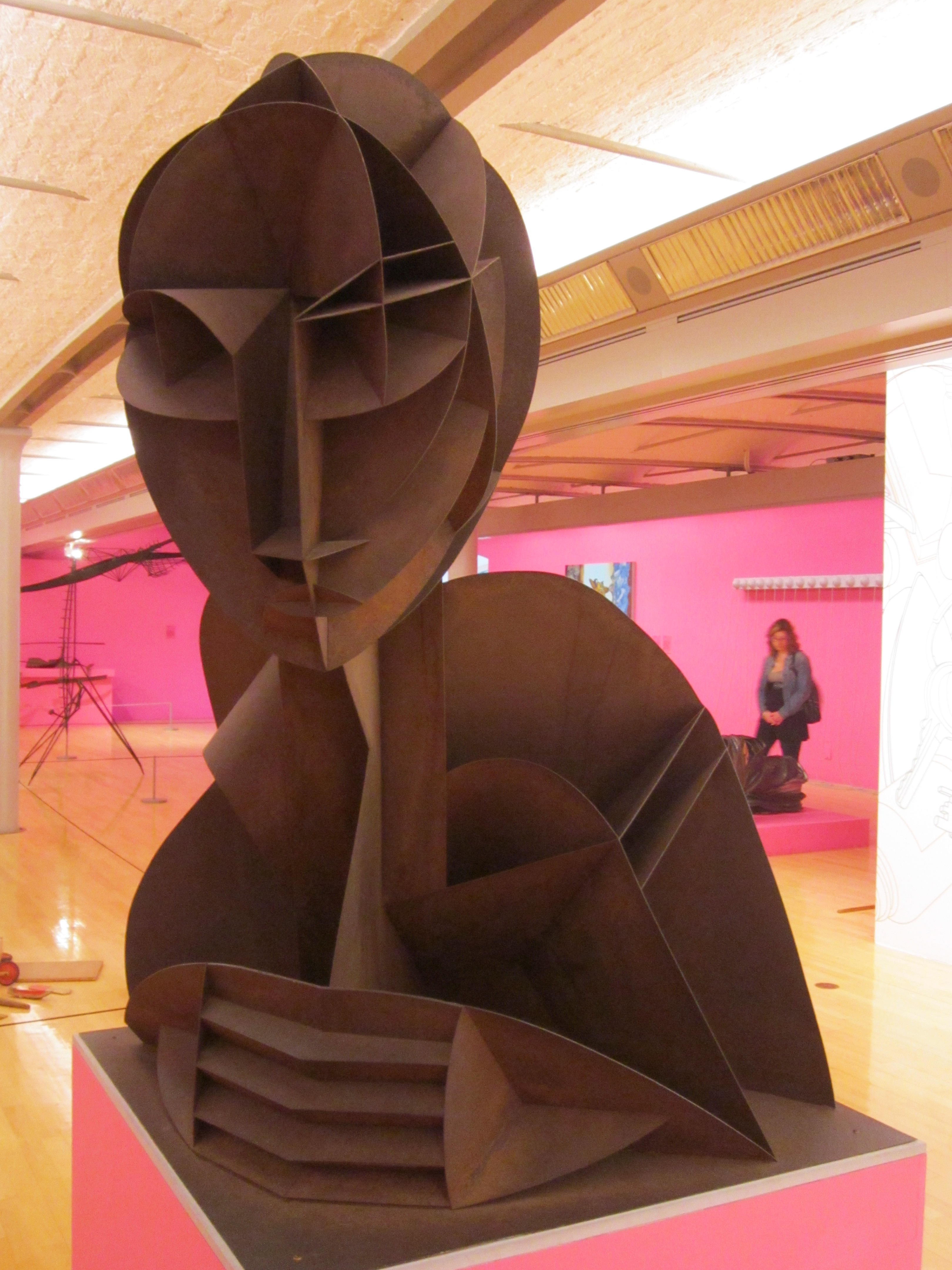
Fej No. 2.

Gabo és bátyja Pevsner főleg szobrászoknak tartották magukat és a kritika és a művészetkedvelő közvélemény is szobrászként méltatja őket, valóságosan olyan művészeti formára törekedtek, amely minden korábbi művészeti kategórián kívül van, nem ragadtak le a hagyományos ipari társadalom keretében, hanem a modern ipari társadalomba nőttek bele konstruktivista és kinetikus alkotásaikkal. Legtalálóbban Gabo bátyja nyilatkozik erről:
„A modern kor gigantikus konstrukciói, a tudomány elképesztő felfedezései megváltoztatták a világ arcát, és ugyanakkor a művészek is új elgondolásokat, új formákat hirdetnek. A művészet és az érzésvilág olyan forradalmi változások előtt áll, amely egy teljesen új, valóban még feltáratlan világot fedez fel. Így érkeztünk el mind Gabo, mind én a kutatásoknak arra az útjára, amelynek fő célja, hogy megkíséreljük a képzőművészet különböző ágait, vagyis a festészetet, a szobrászatot és az építészetet szintézisbe hozni... Nem kell túlzott fantázia annak elképzeléséhez, hogy az emberi történelemnek utánunk következő korszaka ismét a nagy és kollektív alkotások korszaka lesz, hogy ez tanúja lesz, amikor a roppant térségű városokban hatalmas konstrukciókat fognak felállítani.”

## Munkáiból
- Néger fej (1914 körül)
- Mellkép (1915-16)
- Női fej (1915-16) New York – Museum of Modern Art
- Oszlop (1923) New York – Museum of Modern Art
- Arc : térbeli építés (1937) New York – Guggenheim Múzeum
- Variációk gömb témára (1937) New York – Guggenheim Múzeum
- Spirál ( 1941 ), New York – Museum of Modern Art
- Opus 3. (1950)[6]
- Építőipari gépek felfüggesztve a térben (1951–1952), Baltimore – Museum of Art

## Kötete
A Divers Arts /Naum Gabo. New York : Faber and Faber, 1962. ISBN 978-0-571-05231-8